# 블라흐나트
블라흐나트(아일랜드어: Bláthnat→작은 꽃) 또는 블라히네(아일랜드어: Bláthíne)는 아일랜드 고전 문학의 등장인물이다. 그녀는 어느 나라(판본마다 다름) 공주이며 먼스터의 왕 쿠 리의 아내이다. 또한 쿠 리와 싸운 쿠 훌린의 애인이기도 하다.
블라흐나트의 아버지로 언급되는 사람은 이니스 페르 팔가(오늘날의 맨섬)의 왕 멘드(Mend), 우크나, 콘코바르 막 네사, 요정왕 미디르 등이 있다.
블라흐나트의 아버지의 나라가 쿠 리와 쿠 훌린이 이끄는 울라 전사들에게 침공을 당했다. 그 결과 울라인들은 블라흐나트를 납치했고 마소 여러 마리와 마법의 가마솥을 전리품으로 가져갔다. 블라흐나트는 쿠 훌린을 사랑했으나, 쿠 리가 그녀를 전리품으로 골랐고 그녀는 쿠 리와 결혼해야 했다. 이 과정에서 전사들 사이에 다툼이 있었고, 쿠 훌린은 쿠 리에게 모욕을 당한다. 나중에 블라흐나트는 남편을 배신하고, 핑글라스 강에 우유를 부어 남편이 집에 있다는 신호를 적들에게 보낸다. 이 신호를 받은 적들이 쿠 리를 습격했고, 쿠 리는 쿠 훌린에게 살해당한다. 쿠 리의 음유시인 페르케르트네는 자기 주인이 죽은 복수로 블라흐나트를 잡고 절벽에서 투신해 그녀를 죽이고 자기도 죽는다.
블라흐나트는 이름이 꽃을 의미한다는 점과 남편을 배신한다는 점에서 웨일스 신화의 〈마소느위의 아들 마스〉에 나오는 블루데우웨드와 비교되곤 한다.